# شاحنة يد

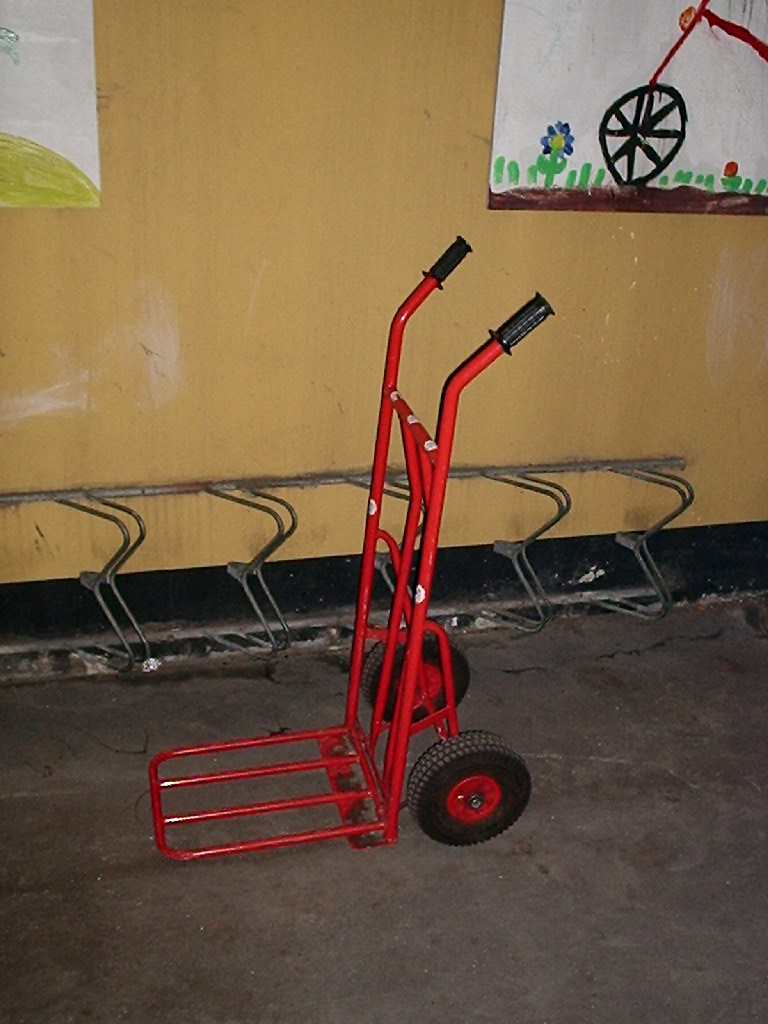
شاحنة يد

شاحنة يد أو الدُّلية هي عربة متحركة على شكل حرف L ذات مقابض في طرف واحد وعجلات في القاعدة، وذات حافة صغيرة لوضع الأشياء عليها. تكون مسطحة على الأرض عندما تكون شاحنة اليد منتصبة. تميل الأشياء المراد تحريكها للأمام وتُدخل حافة الشاحنة تحتها ويسمح للأشياء بالإمالة للخلف والراحة على الحافة. ثم تُمال الشاحنة والأشياء للخلف حتى تُوازن فوق العجلات ما يسهل نقل الأشياء الضخمة والثقيلة.

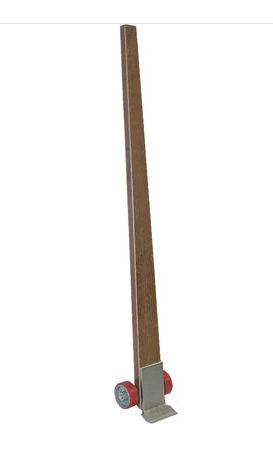

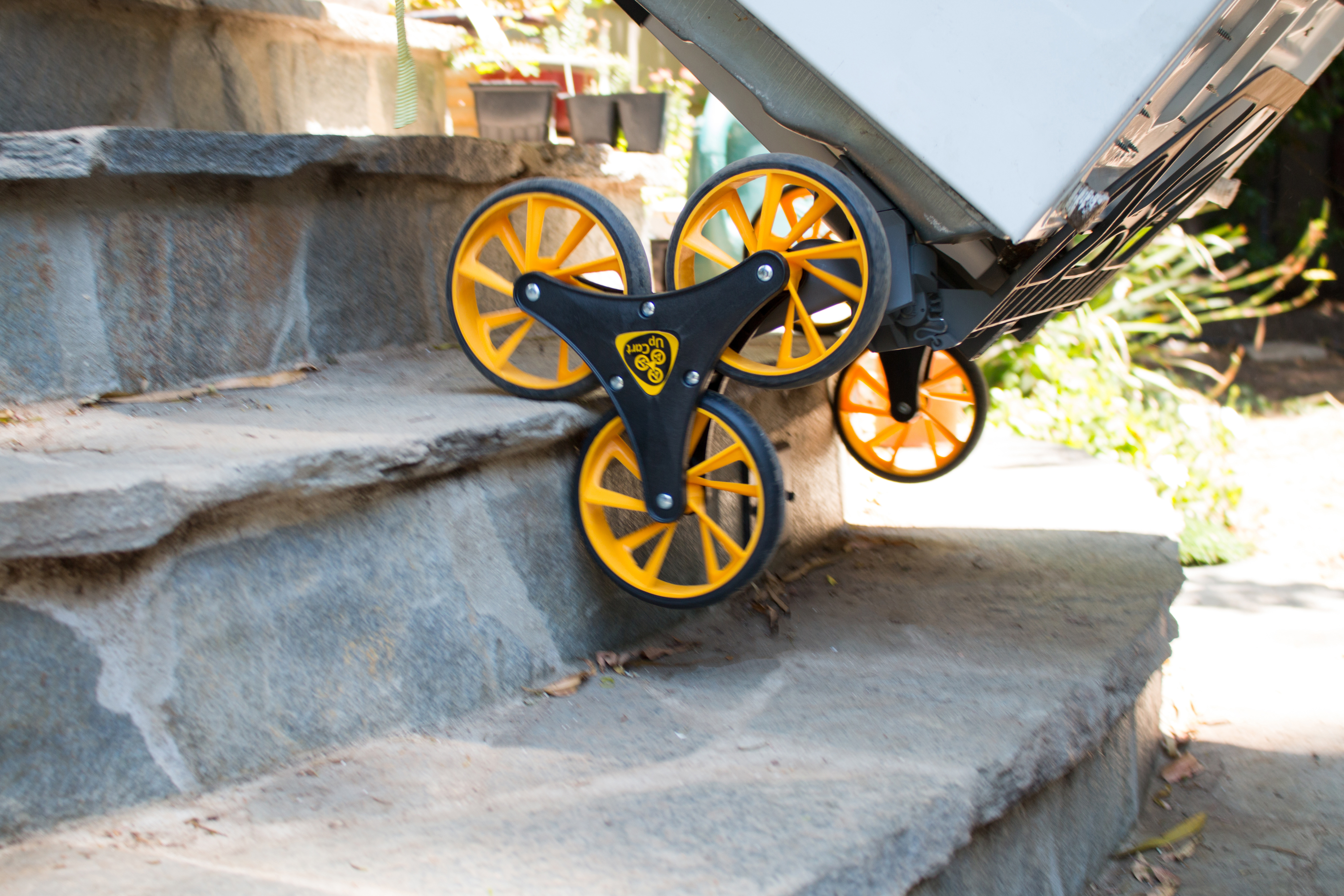